# Acalolepta nivosa
Acalolepta nivosa es una especie de escarabajo del género Acalolepta, familia Cerambycidae. Fue descrita científicamente por White en 1858.
Habita en India y Sri Lanka. Mide entre 18 y 23 mm.